# 268-й отдельный зенитный артиллерийский дивизион
Не следует путать с 268-м отдельным зенитным артиллерийским дивизионом Закавказского фронта
268-й отдельный зенитный артиллерийский дивизион — воинское подразделение вооружённых сил СССР в Великой Отечественной войне.

## История
Сформирован в декабре 1942 года в составе 7-й армии
В действующей армии с 25 декабря 1942 по 15 ноября 1944 года
Обеспечивал противовоздушную оборону на оборонительном рубеже по реке Свирь с момента поступления в действующую армию. С июня 1944 года участвует в Свирско-Петрозаводской операции, с октября 1944 в Петсамо-Киркенесской операции.
12 декабря 1944 года преобразован в 47-й отдельный гвардейский зенитный дивизион.

### Подчинение
| Дата            | Фронт             | Армия                                 | Дивизия | Бригада | Полк | Примечания |
| --------------- | ----------------- | ------------------------------------- | ------- | ------- | ---- | ---------- |
| 01.01.1943 года | -                 | 7-я отдельная армия                   | -       | -       | -    | -          |
| 01.02.1943 года | -                 | 7-я отдельная армия                   | -       | -       | -    | -          |
| 01.03.1943 года | -                 | 7-я отдельная армия                   | -       | -       | -    | -          |
| 01.04.1943 года | -                 | 7-я отдельная армия                   | -       | -       | -    | -          |
| 01.05.1943 года | -                 | 7-я отдельная армия                   | -       | -       | -    | -          |
| 01.06.1943 года | -                 | 7-я отдельная армия                   | -       | -       | -    | -          |
| 01.07.1943 года | -                 | 7-я отдельная армия                   | -       | -       | -    | -          |
| 01.08.1943 года | -                 | 7-я отдельная армия                   | -       | -       | -    | -          |
| 01.09.1943 года | -                 | 7-я отдельная армия                   | -       | -       | -    | -          |
| 01.10.1943 года | -                 | 7-я отдельная армия                   | -       | -       | -    | -          |
| 01.11.1943 года | -                 | 7-я отдельная армия                   | -       | -       | -    | -          |
| 01.12.1943 года | -                 | 7-я отдельная армия                   | -       | -       | -    | -          |
| 01.01.1944 года | -                 | 7-я отдельная армия                   | -       | -       | -    | -          |
| 01.02.1944 года | -                 | 7-я отдельная армия                   | -       | -       | -    | -          |
| 01.03.1944 года | Карельский фронт  | 7-я армия                             | -       | -       | -    | -          |
| 01.04.1944 года | Карельский фронт  | 7-я армия                             | -       | -       | -    | -          |
| 01.05.1944 года | Карельский фронт  | 7-я армия                             | -       | -       | -    | -          |
| 01.06.1944 года | Карельский фронт  | 7-я армия                             | -       | -       | -    | -          |
| 01.07.1944 года | Карельский фронт  | 7-я армия                             | -       | -       | -    | -          |
| 01.08.1944 года | Карельский фронт  | 7-я армия                             | -       | -       | -    | -          |
| 01.09.1944 года | Карельский фронт  | 7-я армия                             | -       | -       | -    | -          |
| 01.10.1944 года | Карельский фронт  | -                                     | -       | -       | -    | -          |
| 01.11.1944 года | Карельский фронт  | -                                     | -       | -       | -    | -          |
| 01.12.1944 года | Резерв Ставки ВГК | Полевое управление Карельского фронта | -       | -       | -    | -          |